# Даррьёсек, Женевьева
Женевьева Даррьёсек (фр. Geneviève Darrieussecq; род. 4 марта 1956, Пейрорад, Ланды) — французская политическая деятельница, министр здравоохранения и доступа к медицинской помощи (2024).

## Биография
Родилась 4 марта 1956 года в Перораде, департамент Ланды. Медик по образованию, с 1983 года работала аллергологом в Мон-де-Марсане, с 1998 по 2008 год также являлась врачом местной команды по регби.
В 2004 году начала политическую карьеру, став депутатом регионального совета Аквитании (занимала эту должность до 2015 года). При поддержке Демократического движения в 2008 году была избрана мэром Мон-де-Марсана, а в 2009 году — президентом его агломерации. 29 июля 2009 года избрана в Исполнительное национальное бюро ДД, в том же году участвовала в выборах в Европейский парламент по партийному списку, но не набрала достаточно голосов. В 2010 году на региональных выборах возглавила список Демократического движения в департаменте Ланды, но получила только 15 % голосов. На предварительных выборах правых в 2016 году поддержала кандидатуру Аллена Жюппе, который проиграл борьбу за выдвижение Франсуа Фийону, а в ходе президентских выборов 2017 года поддержала Эмманюэля Макрона.
18 июня 2017 года Даррьёсек прошла в Национальное собрание Франции по итогам парламентских выборов в 1-м округе департамента Ланды, победив во втором туре с результатом 63,65 % социалиста Рено Лаграва. В ходе выборов 2022 года отстояла свой мандат в противостоянии с представителем левого блока NUPES Ги де Барбераком (она заручилась во втором туре голосования поддержкой 55,81 % избирателей), а в результате досрочных выборов 2024 года взяла верх над представительницей Национального объединения Вероникой Фоссе, теперь с результатом 56,78 %.
21 июня 2017 года назначена государственным секретарём при министре Вооружённых сил при формировании второго правительства Эдуара Филиппа.
26 июля 2020 года заняла должность министра-делегата по вопросам памяти и ветеранов при министре Вооружённых сил в правительстве Кастекса.
20 мая 2022 года после переизбрания Эмманюэля Макрона на второй президентский срок был сформирован кабинет Элизабет Борн, в котором Даррьёсек не получила никакого назначения.
4 июля 2022 года по итогам парламентских выборов было сформировано второе правительство Борн, в котором Даррьёсек стала министром-делегатом по делам лиц с ограниченными возможностями.
20 июля 2023 года выведена из состава правительства решением премьер-министра Борн.
21 сентября 2024 года получила портфель министра здравоохранения и доступа к медицинской помощи при формировании правительства Барнье.
23 декабря 2024 года при формировании правительства Байру не получила никакого назначения.